# مزمور 151
مزمور 151 (بالانكيليزية: Psalm 151)  الكنيسه الشرقيه تقبل المزمور 151 كقانوني ولكن الرومان الكاثوليك والبروتستنت ومعظم اليهود يعتبروه ابكريفي

## محتواه
عن انتصار داود على العملاق الفلسطيني جليات، وعن اختياره من قبل الله ليحكم إسرائيل ملكًا. إنها سيرة ذاتية (تتناول حياة الكاتب الخاصة) وتحكي عن مكانة داود، ومكانته العائلية، وعمله، واختيار الله له ليكون ملكًا، وانتصاره على جالوت.

## النص
1 أَنَا صَغِيرًا كُنْتُ فِي إِخْوَتِي، وَحَدَثًا فِي بَيْتِ أَبِي، كُنْتُ رَاعِيًا غَنَمَ أَبِي.
2 يَدَايَ صَنَعَتَا الْأُرْغُنَ، وَأَصَابِعِي أَلِفَتِ الْمِزْمَارَ. هَلِّلُويَا.
3 مَنْ هُوَ الَّذِي يُخَبِّرُ سَيِّدِي؟ هُوَ الرَّبُّ الَّذِي يَسْتَجِيبُ لِلَّذِينَ يَصْرُخُونَ إِلَيْهِ.
4 هُوَ أَرْسَلَ مَلاَكَهُ، وَحَمَلَنِي مِنْ غَنَمِ أَبِي وَمَسَحَنِي بِدُهْنِ مَسْحَتِهِ. هَلِّلُويَا.
5 إِخْوَتِي حِسَانٌ وَهُمْ أَكْبَرُ مِنِّي وَالرَّبُّ لَمْ يُسَرَّ بِهِمْ.
6 خَرَجْتُ لِلِقَاءِ الْفِلِسْطِينِيِّ فَلَعَنَنِي بِأَوْثَانِهِ.
7 وَلكِنْ أَنَا سَلَلْتُ سَيْفَهُ الَّذِي كَانَ بِيَدِهِ، وَقَطَعْتُ رَأْسَهُ.
8 وَنَزَعْتُ الْعَارَ عَنْ بَنِي إِسْرَائِيلَ. هَلِّلُويَا.

### مزمورالمكتشف في كهوف قمران
1   كنت اصغر من اخوتي والاحدث في ابناء ابي وعينني راعيا لغنمه وراعيا لاولاده.
2 يداي صنعتا الفلوت واصابعي الفت القيثاره واعطيت مجدا ليهوه.
3 قلت في قلبي ان الجبال ستشهد لي وستخبر التلال وسياخذ الشجر كلامي بعيدا ويخبر الخراف بعملي.
4  من هو الذي يخبر , ومن هو يتكلم ومن يعلم اعمالي.
5 رب الكل يري رب الكل يسمع وهو يستجيب.
6 هو ارسل ملاكه ومسحني . صموئيل ليجعلني عظيما.
7  اخوتي ذهبوا خارجا ليقابلوه , حسان الشكل وحسان المنظر.
8  اطول مني وشعرهم حسن والرب لم يسر بهم

9 ولكن ارسل واخذني من خلف الغنم ومسحني بالدهن المقدس وعينني قائدا لشعبه وحاكما علي ابناء خدامه

## مخطوطات قمران
من غير المعروف ما إذا كان إدراج المزمور 151 ضمن مخطوطات البحر الميت يعني أن مجتمع قمران اعتبر هذا المزمور قانونيًا، بمعنى أن هذه الوثائق تنبئ بما أصبح يُعرف باسم سفر المزامير التقليدي. قد يقول البعض ذلك، بينما يعتقد البعض الآخر أن هذه اللفائف ربما كانت عبارة عن مجموعة من العبادات والصلوات التي يستخدمها المجتمع. وبعبارة أخرى، يمكن أن يكون هذا كتاب التراتيل الخاص بهم. منذ هذا الاكتشاف، يعتقد العلماء أن النسخة اليونانية هي ترجمة من الوثائق العبرية الأصلية.تقسم النسخة العبرية المزمور إلى قسمين، لكن الترجمة السبعينية تختصرهما وتجمعهما في نص واحد.

## انظر ايضا
- سفر المزامير
- المزامير 152-155

## وصلات خارجية
- معلومات مزمور 151 - حذف المزمور 151 - 152 - 153 - 154 - 155 من الكتاب المقدس